# Armando Bo III
Armando Bó, Jr est un scénariste et réalisateur argentin. Il est le petit-fils du cinéaste Armando Bó.
Il remporte l'Oscar 2015 du meilleur scénario original pour Birdman d'Alejandro González Iñárritu.

## Filmographie comme scénariste
- 2018 : Animal, (également réalisateur, coécrit avec Nicolás Giacobone)
- 2014 : Birdman d'Alejandro González Iñárritu
- 2012 : Ultimo Elvis (également réalisateur, coécrit avec Nicolás Giacobone)
- 2010 : Biutiful d'Alejandro González Iñárritu